# 3296 Bosque Alegre
3296 Bosque Alegre (1975 SF) là một tiểu hành tinh vành đai chính được phát hiện ngày 30 tháng 9 năm 1975 bởi Felix Aguilar Observatory ở El Leoncito.
Tênd after the Bosque Alegre astrophysical observatorium in Cordoba (Argentina). 
See spanish article: 'Estación Astrofísica de Bosque Alegre'